# Нормальне розширення
Норма́льне розширення — розширення поля L/K для якого кожен незвідний многочлен f(x)  над K, що має хоч би один корінь в L, розкладається в L на лінійні множники.

## Рівносильні визначення
- Якщо K ⊆ L ⊆ K*, де K* — алгебраїчне замикання поля К, то розширення L/K нормальне якщо довільне вкладення σ L в алгебраїчне замикання K*, для якого σ(K) = K, задовольняє також рівність σ(L) = L, тобто дане вкладення є автоморфізмом поля L.
- Довільне алгебраїчне розширення розширення L/K є нормальним тоді і тільки тоді, коли L є полем розкладу деякої множини многочленів з K[x]. Зокрема довільне скінченне розширення L/K є нормальним тоді й лише тоді, коли L є полем розкладу деякого многочлена над K.

## Нормальні розширення у відповідності Галуа
Якщо L — розширення Галуа поля K, а E — деяке проміжне підполе K ⊆ E ⊆ L, то група Галуа Gal(L/E)  за визначенням складається з усіх автоморфізмів L, що залишають незмінними елементи E. Якщо σ — деякий автоморфізм повної групи Галуа Gal(L/K) , що відображає E на σ(E) то, очевидно, що
Gal(L/σE)=σGal(F/E)σ-1
Тому розширення E нормально тоді і тільки тоді, коли підгрупа Gal(L/E)  є нормальною підгрупою в Gal(L/K) .

## Властивості
- Якщо L нормальне розширення K і E — проміжне поле (тобто L ⊃ E ⊃ K), тоді L є також нормальним розширенням поля E.

- Якщо E і F — нормальні розширення поля K, що містяться в деякому полі L, тоді добуток EF і E ∩ F є також нормальними розширеннями K.

## Нормальне замикання
Якщо K — поле і L — розширення K, тоді існує деяке розширення M поля L таке що M є нормальним розширенням K. Окрім того з точністю до ізоморфізму існує єдине таке розширення, що є мінімальним, тобто єдиним підполем поля M, що містить L і є нормальним розширенням K є саме поле M. Таке розширення M називається нормальним замиканням розширення L поля K.
Якщо L є скінченним розширенням K, то його нормальне замикання теж буде скінченним.

## Приклад
Поле {\displaystyle \mathbb {Q} ({\sqrt {2}})} є нормальним розширенням поля {\displaystyle \mathbb {Q} } оскільки воно є полем розкладу многочлена {\displaystyle x^{2}-2}. Натомість {\displaystyle \mathbb {Q} ({\sqrt[{3}]{2}})} не є нормальним розширенням поля {\displaystyle \mathbb {Q} } оскільки {\displaystyle \mathbb {Q} ({\sqrt[{3}]{2}})} містить корінь {\displaystyle {\sqrt[{3}]{2}}} многочлена {\displaystyle x^{3}-2} але не містить двох недійсних його коренів.